# Маки (Звёздный путь)
Маки (англ. Maquis [mɑːˈkiː]) — военизированная террористическая организация 24-го века в американской научно-фантастической франшизе «Звёздный путь». Группа представлена в двухсерийном эпизоде «Маки» телесериала «Звёздный путь: Глубокий космос 9» , основанном на сюжетной основе, представленной в эпизоде «Конец путешествия» сериала «Звёздный путь: Следующее поколение» , и появляется в более поздних эпизодах этих двух сериалов, а также в сериале «Звёздный путь: Вояджер». История маки была рассказана в десятках эпизодов во всех трех сериалах. Маки особенно заметны в «Звёздном пути: Вояджер», поскольку основная предпосылка сериала заключается в том, что экипаж Звёздного флота и экипаж маки оказались в затруднительном положении, вместе на противоположной стороне Галактики.
Маки также фигурируют в саге комиксов «Маки: Солдат мира» от Malibu Comics, которая владела правами на комиксы «Глубокий космос 9» в 1990-х годах, и в серии книг «Бесплодные земли» Сьюзан Райт.

## Концепция
Концепция Маки была введена создателями сериала «Звёздный путь: Глубокий космос девять», чтобы она могла сыграть роль в грядущем «Вояджере», который должен был выйти в эфир в 1995 году. Как прокомментировала Джери Тейлор: «Мы знали, что хотим включить отступника, как элемент в «Вояджере», и что в шоу будет корабль, на котором размещаются как люди Звёздного Флота, так и те идеалистические борцы за свободу, которых Федерация считала вне закона [то есть маки]», для маки в нескольких эпизодах «Глубокого космоса девять» и «Следующего поколения» и назвал их в честь французских партизан Второй мировой войны. Повторяющиеся персонажи Майкла Эддингтона (Кеннет Маршалл) в «Глубоком космосе десять» и Ро Ларен (Мишель Форбс) в «Следующем поколении» стали членами маки, а «Вояджер» содержал обычных бывших персонажей маки, таких как Чакотай (Роберт Белтран) и Б'Эланна Торрес (Роксанн Доусон), а также повторяющиеся персонажи, такие как Сеска (Марта Хэкетт). В то время как книга Эрдманна связывает маки с французскими маки, их история, кажется, больше напоминает историю испанских маки.
В пилотном эпизоде «Звёздного пути: Вояджер» «Смотритель», титульный звёздолет преследует корабль маки в Бесплодных землях, прежде чем телепортируется в Дельта-квадрант.

## Сюжетная линия
Согласно вымышленной сюжетной линии вселенной «Звёздный путь», маки были сформированы в 24 веке после того, как между Объединенной федерацией планет и Кардассианским союзом был заключен мирный договор, в результате которого демилитаризованная зона между двумя державами была изменена, что привело к уступкам Федерации и Кардассианской империи, вынудившим уступить несколько своих миров-колоний обеим сторонам. Хотя колонистам было предложено свободное переселение в другие места на территории Федерации, некоторые настаивали на том, чтобы остаться на уступленных мирах, фактически став подчиненными Кардассианскому Союзу, который ведет себя агрессивно по отношению к ним. Некоторые из этих колонистов впоследствии сформировали маки, чтобы защитить себя от кардассианской агрессии из-за отсутствия официальной поддержки со стороны Федерации, опасавшейся нарушения мирного договора с кардассианцами, что могло привести к войне.
Тем не менее, различные члены Федерации поддерживали дело маки и незаконно снабжали их оружием и другими технологиями, которые они могли использовать в своей борьбе. В нескольких случаях Федерация фактически вмешивалась в войну между маки и кардассианцами, помогая последним в признании мирного договора. В одном случае корабль Федерации USS Voyager выследил судно маки до «Бесплодных земель» с намерением задержать его, но инопланетная сила доставила обоих в Дельта-квадрант на противоположной стороне Галактики Млечный Путь. Две команды были вынуждены объединиться, чтобы выжить против инопланетных угроз, таких как Казон и Борг. В более поздние годы, когда кардассианцы присоединились к Доминиону, чтобы сражаться в войне Доминиона против Федерации, Доминион помог кардассианским военным уничтожить маки, что стало прелюдией к их войне против Федерации и ее союзников.
Маки бросают моральный вызов существующим персонажам, таким как Кварк и Сиско на станции «Глубокий космос девять». Привлекательная вулканка соблазняет Кварка продавать оружие маки, показывая, как его стремление к деньгам невольно превратило его в нелегального торговца оружием. Сиско должен ориентироваться во внутренней политике кардассианцев и Федерации, поскольку он пытается поддержать мирный договор, в дополнение к тому, что его старый друг пытается завербовать его в восстание.

## Серии
Кардассианцы были представлены в «Звёздном пути: Следующее поколение» в январе 1991 года в эпизоде «Раненые», который закладывает основу для поселений Федерации на кардассианской границе. Серия «Энсин Ро» вышла в эфир в октябре 1991 года, рассказывая об опыте жизни в оккупированном кардассианцами космосе. Премьера сериала «Звёздный путь: Глубокий космос 9» состоялась в январе 1993 года, где действие в основном происходит в бывшем оккупированном кардассианцами космосе. Сериал «Звёздный путь: Следующее поколение» вышел в эфир в марте 1994 года и представил результаты мирного договора между Федерацией и Кардассией и создание новой демилитаризованной зоны с колонистами Федерации на территории Кардассии. Затем маки были официально представлены месяц спустя в двухсерийном эпизоде «Маки» сериала «Звёздный путь: Глубокий космос девять», и затем они станут появляться в центре внимания многих эпизодов франшизы.
Эпизод «Кривая обучения» использовал различные стили работы маки и Федерации в качестве точки сюжета, когда некоторые маки были взяты на борт в качестве экипажа звездолёта Федерации.
- «Маки, часть I и часть II»[6][8] (DS9, дата выхода в эфир - 24 апреля 1994 г. и 1 мая 1994 г.)
- «Превентивный удар» (TNG, дата выхода в эфир — 16 мая 1994 г.)
- «Трибунал» (DS9, дата выхода в эфир - 5 июня 1994 г.)
- «Дефайент» (DS9, дата выхода в эфир - 21 ноября 1994 г.)
- «Опекун» (VOY, дата выхода в эфир - 16 января 1995 г.)
- «Тяжело в учении…» (VOY, дата выхода в эфир - 22 мая 1995 г.)
- «Дредноут» (VOY, дата выхода в эфир - 12 февраля 1996 г.)
- «Причина» (DS9, дата выхода в эфир - 6 мая 1996 г.)
- «За честь мундира» (DS9, дата выхода в эфир — 3 февраля 1997 г.)
- «Пламя славы» (DS9, дата выхода в эфир - 12 мая 1997 г.) Последний конфликт маки в Альфа-квадранте.
- «Худший вариант развития событий» (VOY, дата выхода в эфир - 14 мая 1997 г.)
- «Подавление» (VOY, дата эфира - 18 октября 2000 г.)

## Персонажи
Различные члены маки являются персонажами в сериалах «Новое поколение», «Глубокий космос девять» и «Вояджер», хотя членство иногда носит временный характер и, как показано в саге о маки, например, некоторые из них раскрываются как агенты Федерации. Раскрытие личности персонажа является обычным сюжетным приемом на протяжении всей сюжетной линии.
- Б’Эланна Торрес (Роксанн Доусон)
- Чакотай, капитан космического корабля Маки[9]. (играет Роберт Бельтран)
- Кэлвин Хадсон, лидер маки (играет Берни Кейси)
- Масиас, лидер маки (играет Джон Франклин-Роббинс)
- Майкл Эддингтон (играет Кеннет Маршалл)[10]
- Ро Ларен (играет в основном Мишель Форбс)[10]
- Тиро (играет Кит Сарабайка)
- Тувок, агент Федерации и офицер мостика «Вояджера» (играет Тим Расс)
- Томас Райкер (играет Джонатан Фрейкс)[11]
- Саконна[8] (играет Бертила Дамас)
- Сантос (играет Уильям Томас младший)
- Сеска (играет Марта Хакетт)[10]

## Вымышленный космический корабль
Известно, что в научно-фантастической франшизе «Звёздный путь» маки используют разнообразные старые космические корабли Объединенной федерации планет. Используются космические корабли бывшие в употреблении, в эксплуатации находятся различные типы, и, наконец, они, как правило, имеют дизайн Федерации. Хотя космические корабли старые, известно, что маки модернизируют их передовым вооружением, чтобы противостоять более крупным кардассианским кораблям, таким как «Галор».
- «Вэл Джин» в серии «Смотритель»[12]
- «Рейдер» маки в серии «Маки, часть II» сериала «Звёздный путь: Глубокий космос 9»[13]. Космический корабль маки в этой серии был спроектирован Ричем Штернбахом и построен из стекловолокна и смолы[14].
- «Дредноут» , бывшее кардассианское оружие, захваченное маки.
- «Maquis Interceptor/Maquified» класса Peregrine[15]

Истребитель маки, показанный в эпизодах DS9 («Маки» I и II), был разработан Джимом Мартином, а модель для съемок со спецэффектами была построена Тони . Истребитель/транспорт, используемый Ро, также был разработан Джимом Мартином, но эта модель была построена Грегом Джином.
В 2006 году миниатюрная модель рейдера Маки из «Маки, часть 2» ушла с аукциона за 10 800 долларов США.

## Приём
Пример обзора эпизода «Маки» был в 2016 году: Газета USA Today эпизод «Маки» как обязательный к просмотру для всей франшизы «Звёздный путь», поскольку в нем представлена история маки, которая также будет элементом «Звёздного пути: Вояджер». Они отмечают интересные элементы научно-фантастической истории о Федерации, кардассианцах, маки и баджорцах, играющих друг с другом, чтобы создать сложные темы, сосредоточенные вокруг вымышленной космической станции «Глубокий космос девять».

## Трансляции и выпуски
Эпизоды с участием маки распределялись по-разному, потому что история была разбросана по нескольким сериям. Например, «Звёздный путь: Глубокий космос 9» транслировался в синдикации, а «Звёздный путь: Вояджер» транслировался по UPN. Домашнее видео Релизы телевизионных эпизодов включают в себя множество лазерных дисков, видеокассет и DVD. Соответствующие названия «Звёздный путь: Следующее поколение» также были выпущены на дисках Blu-Ray в формате HD.
Например, двухсерийный эпизод «Маки» был выпущен двумя отдельными выпусками LaserDisc в США. Двойной 12-дюймовый оптический диск с эпизодами «Клятва крови» и «Маки, часть I» был выпущен 6 октября 1998 года в США. Другой альбом с «Маки, часть II» и «Прослушкой» был выпущен 20 октября 1998 года.